# Mario Kanopa
Mario Kanopa (* 18. April 1978) ist ein ehemaliger deutscher Fußballspieler. Der mehrfache Juniorennationalspieler kam in seiner Laufbahn zu einem Profieinsatz.

## Werdegang
Kanopa kam 1987 von der BSG Traktor Frauenprießnitz zum FC Carl Zeiss Jena. Dort durchlief er die Jugend und erreichte 1993 an der Seite von Robert Enke, Torsten Ziegner und Frank Berger das Endspiel um die Deutsche B-Jugendmeisterschaft 1992/93, in dem sich jedoch der Nachwuchs von Borussia Dortmund durchsetzte. Bereits in der Saison 1995/96 kam das Stürmertalent 17-jährig in der zweiten Mannschaft zum Einsatz, 1996 rückte er als Vertragsamateur in den Profikader der 2. Fußball-Bundesliga auf. Gegen Ende der Saison 1996/97 wurde Kanopa von Hannes Löhr in die deutsche U21-Nationalmannschaft berufen und kam am 6. Juni 1997 im Freundschaftsspiel gegen Usbekistan zum Einsatz. Fünf Tage später, am 11. Juni, wurde er von Trainer Frank Engel am letzten Spieltag der Saison 1996/97 im Derby gegen den VfB Leipzig erstmals in einem Profispiel eingesetzt. Kanopa stand in der Startaufstellung und schoss den 1:0-Führungstreffer (Endstand 3:3). Ende November wurde Kanopa erneut in die U-21 zu zwei weiteren Einsätzen gegen die Schweiz und Belgien berufen, wobei ihm auch ein Treffer gelang. Zu weiteren Einsätzen im Profifußball oder der U21 reichte es für Kanopa nicht mehr, da er sich in der Saison 1997/98 ernsthaft verletzte und schließlich Sportinvalide wurde. 1998 stieg Jena in die Regionalliga Nordost ab, ein Jahr später verließ er Jena und spielte für eine Saison in der zweiten Mannschaft des 1. FC Nürnberg, beendete aber im Jahr 2000 seine Profikarriere.
Mario Kanopa studierte daraufhin Deutsch und Geschichte an der Friedrich-Schiller-Universität in Jena und ist heute als Gymnasiallehrer tätig.
In der Saison 2015/16 übernahm er das Traineramt der ersten Mannschaft von Arminia Kapellen-Hamb in der Kreisliga B; in seiner ersten Saison führte er die Mannschaft zum Aufstieg in die Kreisliga A. 2019 beendete er sein dortiges Engagement aus privaten Gründen.